# Церква Всіх Святих (Ростов-на-Дону)
Церква Всіх Святих (рос. Церковь Всех Святых) — православний храм, побудований 1868 року в Ростові-на-Дону. Перебував на території нового міського кладовища. Храм знесли в 1966 році, а на його місці побудували Палац спорту.

## Історія
15 грудня 1785 року на старому ростовському кладовищі закладено дерев'яну церкву Всіх Святих. 19 травня 1787 року храм освятив протоієрей Іоанн Андрєєв. Церква стояла в районі перетину вулиці Червоноармійської і Соборного провулка. Вона була приписана до Покровської церкви.
У першій половині XIX століття в Ростові було облаштовано нове міське кладовище. Воно розташовувалося між сучасними Червоноармійською та Філімоновською вулицями, Долмановським і Халтуринським провулками. 8 вересня 1864 року на цвинтарі було закладено храм Всіх Святих. Спорудження храму велося на кошти міського голови Байкова.
3 жовтня 1865 року, поки нова церква будувалася, в старому храмі Всіх Святих сталася пожежа. Більшу частину церковного начиння врятували й перенесли в Казанську церкву, що стояла між сучасними вулицями Серафимовича і Соціалістичною. 1868 року новий храм Всіх Святих було добудовано, після чого в нього перенесли врятоване начиння старого храму. Храм Всіх Святих був освячений 27 жовтня 1868 року.
Храм Всіх Святих був середнього розміру і складався з трьох нефів. Основний обсяг храму був увінчаний куполом у стилі ампір з декоративним п'ятиглавієм. У 1897 році на кошти А. К. Михайлова до церкви із заходу прибудували двоярусну дзвіницю. Головний престол храму був освячений на честь свята Дня всіх святих. Лівий (північний) приділ був освячений в ім'я святого рівноапостольного царя Костянтина і матері його цариці Олени; правий (південний) приділ — на честь Великомученика Пантелеймона.
У 1930-х роках храм закрили, і в його приміщенні розмістився кулькопідшипниковий завод. Дзвіницю і пятиглавіє демонтували. 1942 року під час нацистської окупації міста у храмі відновилися богослужіння. Було споруджено нове склепіння храму, увінчане банею з хрестом. Поруч з храмом утворився ринок, званий в народі «Нахаловським». Храм діяв і після війни. 1966 року його закрили і знесли. Знесенню передував збір підписів трудящих під «вимогою ліквідації храму». Церква Всіх Святих стала останнім храмом, знесеним в Ростові-на-Дону. На місці церкви та міського кладовища в 1967 році збудовано Палац спорту.